# Samuel Rheen
Samuel Rheen, född omkring 1615 i Piteå landsförsamling, död 1680 i Råneå församling, var en svensk präst och författare till en av de tidigaste beskrivningarna av samernas levnadssätt och vanor.
Samuel Rheen var son till birkarlen och lappfogden Evert Eriksson, som blev Piteå stads första borgmästare. Samuel Rheen blev student vid Uppsala universitet 1633. Efter att undra några år ha ägnat sig åt handel i Piteå började han studera teologi och tjänstgjorde 1641–1664 som komminister i Piteå. Därefter var han predikant i Jokkmokks församling under några år innan han 1671 fick tjänst i Råneå församling. Under sin tid i Jokkmokk intresserade sig Samuel Rheen mycket för samerna och skrev 1671 en redogörelse med titeln En kortt relation om lapparnes lefwerne och sedher, wijdskiepellsser, sampt i många stycken grofwe wildfarellsser som blev en av de viktigaste källorna till Johannes Schefferus bok Lappland. Redogörelsen innehåller bland annat många upplysningar om samernas gamla religion.